# Friedrich August Flückiger
Freidrich August Flückiger (Svájc, Langenthal, 1828. május 15. – Bern, 1894. december 11.) német gyógyszerész.

## Életpályája
Eleinte kereskedőnek készült, de azután a berlini egyetemen Rammelsberg, Mitscherlich, Girard alatt, és Bernben természettudományokkal és gyógyszerészettannal kezdett foglalkozni. Később Genfben, Heidelbergben és Párizsban tovább folytatta e tanulmányait, néhány évig mint gyógyszerész működött Burgdorfban, Bern mellett. 1860 és 1873 között város  gyógyszertáros és magántanár, majd a prágai egyetem rendes tanára volt. 1857-től 1866-ig elnöke volt a svájci gyógyszerészek egyesületének, 1872-ben a Pharmacopea helveticat szerkesztette. 1873-ban a strassburgi egyetem hívta meg tanárának.

## Művei
- Beiträge zur ältern Geschichte der Pharmazie in Bern (Schaffhausen 1862)
- Pharmakognosie des Pflanzenreichs (2. kiad., Berlin 1881-83)
- Die Frankfurter Liste. Beitrag zur mittelalterlichen Geschichte der Pharmazie (Halle 1873)
- Grundlagen der Pharmakognosie (2. kiad. Tschirch-hel, Berlin 1885)
- Hanburyval Pharmacographia, a history of the principal drugs of vegetable origin met with in Great Briain and British India (London 1875, 2. kiad. 1879; franciául Lanessantól Párizs 1878. 2 kötet)
- Dokumente zur Geschichte der Pharmazie (Halle 1876)
- Pharmazeutische Chemie (Berlin 1878, 2 kötet)
- Die Chinarinden (uo. 1883; angolul London 1884).